# 金施泰特
金施泰特是德国图林根州的一个市镇。总面积12.58平方公里，总人口773人，其中男性384人，女性389人（2011年12月31日），人口密度61人/平方公里。